# سیارک ۳۰۳۹
سیارک ۳۰۳۹ (به انگلیسی: 3039 Yangel، نامگذاری:1978SP2) سه هزار و سی و نهمین سیارک کشف شده‌است که در ۲۶ سپتامبر ۱۹۷۸ کشف شد.
قدر مطلق سیارک برابر ۱۲٫۵۰ است.